# Episodi di The Good Guys (seconda stagione)
La seconda stagione della serie televisiva The Good Guys è stata trasmessa in anteprima negli Stati Uniti d'America dalla CBS tra il 26 settembre 1969 e il 23 gennaio 1970.
| nº | Titolo originale          | Titolo italiano | Prima TV USA      | Prima TV Italia |
| -- | ------------------------- | --------------- | ----------------- | --------------- |
| 1  | Winer, Diner, and Mover   |                 | 26 settembre 1969 |                 |
| 2  | Two's a Crowd             |                 | 3 ottobre 1969    |                 |
| 3  | To Catch a Rufus          |                 | 10 ottobre 1969   |                 |
| 4  | Fly in My Stew            |                 | 17 ottobre 1969   |                 |
| 5  | Claudia Sows a Few        |                 | 24 ottobre 1969   |                 |
| 6  | Total Honesty             |                 | 31 ottobre 1969   |                 |
| 7  | Fireman, Save My Diner    |                 | 7 novembre 1969   |                 |
| 8  | Biggest Madre of Them All |                 | 14 novembre 1969  |                 |
| 9  | No Orchids for the Diner  |                 | 21 novembre 1969  |                 |
| 10 | The Eyes Have It          |                 | 28 novembre 1969  |                 |
| 11 | A Chimp Named Sam         |                 | 5 dicembre 1969   |                 |
| 12 | A Familar Ring            |                 | 12 dicembre 1969  |                 |
| 13 | Communications Gap        |                 | 19 dicembre 1969  |                 |
| 14 | A Fine Kettle of Fish     |                 | 2 gennaio 1970    |                 |
| 15 | Deep Are the Roots        |                 | 9 gennaio 1970    |                 |
| 16 | Compulsion                |                 | 16 gennaio 1970   |                 |
| 17 | Art A La Carte            |                 | 23 gennaio 1970   |                 |